# Zoran Jovanoski
Zoran Jovanoski (* 27. prosince 1966) je bývalý jugoslávský a severomakedonský fotbalista, od roku 2020 provozovatel pražské restaurace ZORTO.

## Fotbalová kariéra
V české lize hrál za SK Dynamo České Budějovice. Nastoupil ve 3 ligových utkáních. V nižších soutěžích hrál i za FC Švarc Benešov, SC Xaverov Horní Počernice, FK Arsenal Česká Lípa, FC Tatran Poštorná a SK Chrudim.

## Ligová bilance
| Ročník                          | Zápasy | Góly | Klub                       |
| ------------------------------- | ------ | ---- | -------------------------- |
| 2. česká fotbalová liga 1993/94 | -      | 0    | FC Švarc Benešov           |
| 2. česká fotbalová liga 1994/95 | -      | 4    | SK Xaverov Praha           |
| Česká fotbalová liga 1995/96    | -      | 2    | FK Arsenal Česká Lípa      |
| 2. česká fotbalová liga 1996/97 | 26     | 0    | FK Arsenal Česká Lípa      |
| Gambrinus liga 1997/98          | 3      | 0    | SK Dynamo České Budějovice |
| 2. česká fotbalová liga 1997/98 | 10     | 0    | FC Tatran Poštorná         |
| 2. česká fotbalová liga 1998/99 | 11     | 3    | FC Tatran Poštorná         |
| 2. česká fotbalová liga 1998/99 | 15     | 0    | SK Chrudim                 |
| 2. česká fotbalová liga 1999/00 | 20     | 1    | SC Xaverov Horní Počernice |
| CELKEM 1. liga                  | 3      | 0    |                            |